# Spiraea splendens
Spiraea splendens  (лат.) — вид двудольных растений рода Спирея (Spiraea) семейства Розовые (Rosaceae).
Растение впервые описано в 1840 году в публикации Джона Торри и Эйсы Грея. Торри и Грей использовали название Spiraea densiflora из рукописи Томаса Наттолла, однако при описании занесли его в список вероятных синонимов другого вида — Spiraea betulifolia, что запрещено МКБН. Первым действительным названием вида было опубликованное в 1875 году Spiraea splendens[уточнить].
Англоязычные названия — «rose meadowsweet», «mountain spiraea» и «dense-flowered spiraea».

## Распространение, описание, экология
Распространён в Канаде и США: от Британской Колумбии до Калифорнии. Вид вне угрозы к исчезновению.
Кустарник высотой до одного метра. Цветки — от ярко-розовых до оранжево-красных. Цветёт летом (с июля по август). Предпочитает влажные места: обитает вдоль пресноводных озёр, рек, во влажных скалистых районах и в субтропических лесах.

## Значение
Издавна используется местными индейскими племенами в качестве лекарства от болей в желудке, и для изготовления тонизирующего напитка. Используется также в курительных смесях, в частности как заменитель табака.

## Синонимика
В синонимику Spiraea splendens входят следующие названия:
- Spiraea arbuscula Greene, 1895
- Spiraea arbuscula var. pubigera C.K.Schneid., 1905
- Spiraea betulifolia var. rosea A.Gray, 1873
- Spiraea densiflora Nutt. ex Torr. & A.Gray, 1840, nom. inval.
- Spiraea densiflora subsp. splendens (É.N.Baumann ex K.Koch) Abrams, 1944
- Spiraea densiflora var. splendens (É.N.Baumann ex K.Koch) C.L.Hitchc., 1955
- Spiraea hydrangeaefolia hort., 1877
- Spiraea lucida var. rosea (A.Gray) Greene, 1892
- Spiraea rosea (A.Gray) Koehne, 1893